# Jesús Rico
Jesús Rico Espejel es un exfutbolista mexicano que jugó de defensa lateral derecho. Debutó en 1972 con el Atlético Español. Participó con la Selección Mexicana en los Juegos Olímpicos realizados en Múnich, Alemania en 1972.
Un defensa con buena técnica individual y un marcador férreo y desde su posición apoyando a sus delanteros. Apodado El Pimienta por el legendario locutor Angel Fernández Rugama.

## Clubes
| Club             | País   | Año       |
| ---------------- | ------ | --------- |
| Atlético Español | México | 1972-1979 |
| Puebla           | México | 1979-1982 |
| Atlante          | México | 1983-1987 |

## Participaciones en Juegos Olímpicos
| Torneo                   | Sede   | Resultado    |
| ------------------------ | ------ | ------------ |
| Juegos Olímpicos de 1972 | Múnich | Segunda fase |

## Palmarés

### Títulos internacionales
| Título                           | Equipo           | País    | Año  |
| -------------------------------- | ---------------- | ------- | ---- |
| Copa de Campeones de la Concacaf | Atlético Español | Surinam | 1975 |